# Selena Gomez/Diskografie
Diese Diskografie ist eine Übersicht über die musikalischen Werke der US-amerikanischen Popsängerin Selena Gomez und den Veröffentlichungen mit ihrer Band Selena Gomez & the Scene (2009–2011). Den Quellenangaben und Schallplattenauszeichnungen zufolge verkaufte sie bisher mehr als 122 Millionen Tonträger, davon alleine in ihrer Heimat über 74,4 Millionen. Ihre erfolgreichste Veröffentlichung ist die Single Taki Taki mit über 9,2 Millionen verkauften Einheiten.

## Alben

### Studioalben
| Jahr                         | Titel Musiklabel                               | Höchstplatzierung, Gesamtwochen, AuszeichnungChartplatzierungen (Jahr, Titel, Musiklabel, Platzierungen, Wochen, Auszeichnungen, Anmerkungen) | Höchstplatzierung, Gesamtwochen, AuszeichnungChartplatzierungen (Jahr, Titel, Musiklabel, Platzierungen, Wochen, Auszeichnungen, Anmerkungen) | Höchstplatzierung, Gesamtwochen, AuszeichnungChartplatzierungen (Jahr, Titel, Musiklabel, Platzierungen, Wochen, Auszeichnungen, Anmerkungen) | Höchstplatzierung, Gesamtwochen, AuszeichnungChartplatzierungen (Jahr, Titel, Musiklabel, Platzierungen, Wochen, Auszeichnungen, Anmerkungen) | Höchstplatzierung, Gesamtwochen, AuszeichnungChartplatzierungen (Jahr, Titel, Musiklabel, Platzierungen, Wochen, Auszeichnungen, Anmerkungen) | Anmerkungen                                                    |
| Jahr                         | Titel Musiklabel                               | DE | AT | CH | UK | US | Anmerkungen                                                    |
| ---------------------------- | ---------------------------------------------- | --- | --- | --- | --- | --- | -------------------------------------------------------------- |
| als Selena Gomez & The Scene |                                                | | | | | |                                                                |
|                              |                                                | | | | | |                                                                |
| 2009                         | Kiss & Tell Hollywood Records (UMG)            | DE19 (14 Wo.)DE | AT4 Gold · (18 Wo.)AT | CH36 (13 Wo.)CH | UK12 Silber · (7 Wo.)UK | US9 Gold · (59 Wo.)US | Erstveröffentlichung: 29. September 2009 Verkäufe: + 2.000.000 |
| 2010                         | A Year Without Rain Hollywood Records (UMG)    | DE22 (16 Wo.)DE | AT19 (11 Wo.)AT | CH37 (9 Wo.)CH | UK14 Silber · (8 Wo.)UK | US4 Gold · (55 Wo.)US | Erstveröffentlichung: 17. September 2010 Verkäufe: + 1.012.000 |
| 2011                         | When the Sun Goes Down Hollywood Records (UMG) | DE18 (11 Wo.)DE | AT11 (11 Wo.)AT | CH27 (11 Wo.)CH | UK15 Silber · (10 Wo.)UK | US3 Gold · (39 Wo.)US | Erstveröffentlichung: 24. Juni 2011 Verkäufe: + 967.500        |
| als Selena Gomez             |                                                | | | | | |                                                                |
|                              |                                                | | | | | |                                                                |
| 2013                         | Stars Dance Hollywood Records (UMG)            | DE4 (5 Wo.)DE | AT6 (9 Wo.)AT | CH6 (8 Wo.)CH | UK14 (4 Wo.)UK | US1 Gold · (25 Wo.)US | Erstveröffentlichung: 19. Juli 2013 Verkäufe: + 665.000        |
| 2015                         | Revival Interscope Records (UMG)               | DE12 (2 Wo.)DE | AT13 Platin · (2 Wo.)AT | CH10 (5 Wo.)CH | UK11 Gold · (6 Wo.)UK | US1 Platin · (69 Wo.)US | Erstveröffentlichung: 9. Oktober 2015 Verkäufe: + 1.725.000    |
| 2020                         | Rare Interscope Records (UMG)                  | DE3 (10 Wo.)DE | AT3 Gold · (13 Wo.)AT | CH3 (11 Wo.)CH | UK2 Gold · (26 Wo.)UK | US1 Platin · (26 Wo.)US | Erstveröffentlichung: 10. Januar 2020 Verkäufe: + 1.367.500    |

### Kollaboalben
| Jahr | Titel Musiklabel                                 | Höchstplatzierung, Gesamtwochen, AuszeichnungChartplatzierungen (Jahr, Titel, Musiklabel, Platzierungen, Wochen, Auszeichnungen, Anmerkungen) | Höchstplatzierung, Gesamtwochen, AuszeichnungChartplatzierungen (Jahr, Titel, Musiklabel, Platzierungen, Wochen, Auszeichnungen, Anmerkungen) | Höchstplatzierung, Gesamtwochen, AuszeichnungChartplatzierungen (Jahr, Titel, Musiklabel, Platzierungen, Wochen, Auszeichnungen, Anmerkungen) | Höchstplatzierung, Gesamtwochen, AuszeichnungChartplatzierungen (Jahr, Titel, Musiklabel, Platzierungen, Wochen, Auszeichnungen, Anmerkungen) | Höchstplatzierung, Gesamtwochen, AuszeichnungChartplatzierungen (Jahr, Titel, Musiklabel, Platzierungen, Wochen, Auszeichnungen, Anmerkungen) | Anmerkungen                                          |
| Jahr | Titel Musiklabel                                 | DE | AT | CH | UK | US | Anmerkungen                                          |
| ---- | ------------------------------------------------ | --- | --- | --- | --- | --- | ---------------------------------------------------- |
| 2025 | I Said I Love You First Interscope Records (UMG) | DE2 (5 Wo.)DE | AT5 (5 Wo.)AT | CH6 (3 Wo.)CH | UK4 (4 Wo.)UK | US2 (… Wo.)US | Erstveröffentlichung: 21. März 2025 mit Benny Blanco |

### Kompilationen
| Jahr | Titel Musiklabel                | Höchstplatzierung, Gesamtwochen, AuszeichnungChartplatzierungen (Jahr, Titel, Musiklabel, Platzierungen, Wochen, Auszeichnungen, Anmerkungen) | Höchstplatzierung, Gesamtwochen, AuszeichnungChartplatzierungen (Jahr, Titel, Musiklabel, Platzierungen, Wochen, Auszeichnungen, Anmerkungen) | Höchstplatzierung, Gesamtwochen, AuszeichnungChartplatzierungen (Jahr, Titel, Musiklabel, Platzierungen, Wochen, Auszeichnungen, Anmerkungen) | Höchstplatzierung, Gesamtwochen, AuszeichnungChartplatzierungen (Jahr, Titel, Musiklabel, Platzierungen, Wochen, Auszeichnungen, Anmerkungen) | Höchstplatzierung, Gesamtwochen, AuszeichnungChartplatzierungen (Jahr, Titel, Musiklabel, Platzierungen, Wochen, Auszeichnungen, Anmerkungen) | Anmerkungen                                                   |
| Jahr | Titel Musiklabel                | DE | AT | CH | UK | US | Anmerkungen                                                   |
| ---- | ------------------------------- | --- | --- | --- | --- | --- | ------------------------------------------------------------- |
| 2014 | For You Hollywood Records (UMG) | — | AT73 (1 Wo.)AT | — | UK64 Gold · (1 Wo.)UK | US24 Gold · (19 Wo.)US | Erstveröffentlichung: 24. November 2014 Verkäufe: + 3.057.500 |

### Remixalben
| Jahr | Titel Musiklabel                         | Anmerkungen                             |
| ---- | ---------------------------------------- | --------------------------------------- |
| 2010 | The Club Remixes Hollywood Records (UMG) | Erstveröffentlichung: 21. Dezember 2010 |

### EPs
| Jahr | Titel Musiklabel                            | Höchstplatzierung, Gesamtwochen, AuszeichnungChartplatzierungen (Jahr, Titel, Musiklabel, Platzierungen, Wochen, Auszeichnungen, Anmerkungen) | Höchstplatzierung, Gesamtwochen, AuszeichnungChartplatzierungen (Jahr, Titel, Musiklabel, Platzierungen, Wochen, Auszeichnungen, Anmerkungen) | Höchstplatzierung, Gesamtwochen, AuszeichnungChartplatzierungen (Jahr, Titel, Musiklabel, Platzierungen, Wochen, Auszeichnungen, Anmerkungen) | Höchstplatzierung, Gesamtwochen, AuszeichnungChartplatzierungen (Jahr, Titel, Musiklabel, Platzierungen, Wochen, Auszeichnungen, Anmerkungen) | Höchstplatzierung, Gesamtwochen, AuszeichnungChartplatzierungen (Jahr, Titel, Musiklabel, Platzierungen, Wochen, Auszeichnungen, Anmerkungen) | Anmerkungen                            |
| Jahr | Titel Musiklabel                            | DE | AT | CH | UK | US | Anmerkungen                            |
| ---- | ------------------------------------------- | --- | --- | --- | --- | --- | -------------------------------------- |
| 2009 | Another Cinderella Story Razor & Tie (Sony) | — | — | — | — | — | Erstveröffentlichung: 16. Juni 2009    |
| 2015 | For You Hollywood Records (UMG)             | — | — | — | — | — | Erstveröffentlichung: 1. Januar 2015   |
| 2020 | Selena x Votes Interscope Records (UMG)     | — | — | — | — | — | Erstveröffentlichung: 30. Oktober 2020 |
| 2021 | Revelación Interscope Records (UMG)         | DE39 (1 Wo.)DE | AT33 (1 Wo.)AT | CH19 (1 Wo.)CH | UK28 (1 Wo.)UK | US22 (2 Wo.)US | Erstveröffentlichung: 12. März 2021    |

## Singles

### Als Leadmusikerin
| Jahr | Titel Album                                                                         | Höchstplatzierung, Gesamtwochen, AuszeichnungChartplatzierungen (Jahr, Titel, Album, Platzierungen, Wochen, Auszeichnungen, Anmerkungen) | Höchstplatzierung, Gesamtwochen, AuszeichnungChartplatzierungen (Jahr, Titel, Album, Platzierungen, Wochen, Auszeichnungen, Anmerkungen) | Höchstplatzierung, Gesamtwochen, AuszeichnungChartplatzierungen (Jahr, Titel, Album, Platzierungen, Wochen, Auszeichnungen, Anmerkungen) | Höchstplatzierung, Gesamtwochen, AuszeichnungChartplatzierungen (Jahr, Titel, Album, Platzierungen, Wochen, Auszeichnungen, Anmerkungen) | Höchstplatzierung, Gesamtwochen, AuszeichnungChartplatzierungen (Jahr, Titel, Album, Platzierungen, Wochen, Auszeichnungen, Anmerkungen) | Anmerkungen                                                                                    |
| Jahr | Titel Album                                                                         | DE | AT | CH | UK | US | Anmerkungen                                                                                    |
| --- | ----------------------------------------------------------------------------------- | --- | --- | --- | --- | --- | ---------------------------------------------------------------------------------------------- |
| als Selena Gomez & The Scene |                                                                                     | | | | | |                                                                                                |
| |                                                                                     | | | | | |                                                                                                |
| 2009 | Falling Down Kiss & Tell                                                            | — | — | — | — | US82 Gold · (7 Wo.)US | Erstveröffentlichung: 25. August 2009 Verkäufe: + 579.000                                      |
| 2010 | Naturally Kiss & Tell • A Year Without Rain                                         | DE14 (13 Wo.)DE | AT37 (8 Wo.)AT | CH54 (5 Wo.)CH | UK7 Silber · (8 Wo.)UK | US29 ×4Vierfachplatin · (21 Wo.)US | Erstveröffentlichung: 1. Februar 2010 Verkäufe: + 4.270.000                                    |
| 2010 | Round & Round A Year Without Rain                                                   | DE52 (4 Wo.)DE | AT62 (3 Wo.)AT | — | UK47 (3 Wo.)UK | US24 Platin · (14 Wo.)US | Erstveröffentlichung: 22. Juni 2010 Verkäufe: + 1.040.000                                      |
| 2010 | A Year Without Rain / Un año sin ver lluvia (spanische Version) A Year Without Rain | DE56 (3 Wo.)DE | — | — | UK78 (2 Wo.)UK | US35 ×2Doppelplatin · (8 Wo.)US | Erstveröffentlichung: 7. September 2010 Verkäufe: + 2.102.500                                  |
| 2011 | Who Says / Dices (spanische Version) When the Sun Goes Down                         | DE44 (4 Wo.)DE | AT62 (2 Wo.)AT | — | UK51 Silber · (8 Wo.)UK | US21 ×4Vierfachplatin · (20 Wo.)US | Erstveröffentlichung: 14. März 2011 Verkäufe: + 4.470.000                                      |
| 2011 | Love You Like a Love Song When the Sun Goes Down                                    | — | AT— GoldAT | — | UK58 Gold · (5 Wo.)UK | US22 ×6Sechsfachplatin · (38 Wo.)US | Erstveröffentlichung: 17. Juni 2011 Verkäufe: + 7.061.400                                      |
| 2012 | Hit the Lights When the Sun Goes Down                                               | — | — | — | — | US— PlatinUS | Erstveröffentlichung: 20. Januar 2012 Verkäufe: + 1.000.000                                    |
| als Selena Gomez |                                                                                     | | | | | |                                                                                                |
| |                                                                                     | | | | | |                                                                                                |
| 2013 | Come & Get It Stars Dance                                                           | DE58 (3 Wo.)DE | AT53 (4 Wo.)AT | CH42 (10 Wo.)CH | UK8 Gold · (8 Wo.)UK | US6 ×5Fünffachplatin · (22 Wo.)US | Erstveröffentlichung: 7. April 2013 Verkäufe: + 5.950.000                                      |
| 2013 | Slow Down Stars Dance                                                               | — | AT71 (2 Wo.)AT | — | — | US27 ×2Doppelplatin · (20 Wo.)US | Erstveröffentlichung: 3. Juni 2013 Verkäufe: + 2.095.000                                       |
| 2014 | The Heart Wants What It Wants For You                                               | DE53 (3 Wo.)DE | AT48 (1 Wo.)AT | CH52 (5 Wo.)CH | UK30 Silber · (3 Wo.)UK | US6 ×4Vierfachplatin · (20 Wo.)US | Erstveröffentlichung: 6. November 2014 Verkäufe: + 5.005.000                                   |
| 2015 | Good for You Revival                                                                | DE29 Gold · (28 Wo.)DE | AT27 Gold · (17 Wo.)AT | CH25 (29 Wo.)CH | UK23 Platin · (24 Wo.)UK | US5 ×3Dreifachplatin · (26 Wo.)US | Erstveröffentlichung: 22. Juni 2015 Verkäufe: + 5.241.000; feat. A$AP Rocky                    |
| 2015 | Same Old Love Revival                                                               | DE56 Gold · (19 Wo.)DE | AT66 Gold · (5 Wo.)AT | CH47 (21 Wo.)CH | UK81 Gold · (6 Wo.)UK | US5 ×3Dreifachplatin · (28 Wo.)US | Erstveröffentlichung: 10. September 2015 Verkäufe: + 4.580.000                                 |
| 2016 | Hands to Myself Revival                                                             | DE52 Gold · (15 Wo.)DE | AT37 Gold · (12 Wo.)AT | CH40 (16 Wo.)CH | UK14 Platin · (26 Wo.)UK | US7 ×2Doppelplatin · (20 Wo.)US | Erstveröffentlichung: 26. Januar 2016 Verkäufe: + 4.021.000                                    |
| 2016 | Kill Em with Kindness Revival                                                       | DE39 Gold · (15 Wo.)DE | AT32 Gold · (13 Wo.)AT | CH18 (21 Wo.)CH | UK35 Gold · (14 Wo.)UK | US39 Platin · (15 Wo.)US | Erstveröffentlichung: 3. Mai 2016 Verkäufe: + 2.350.000                                        |
| 2017 | It Ain’t Me Rare (Deluxe Version)                                                   | DE2 ×2Doppelplatin · (31 Wo.)DE | AT2 Platin · (28 Wo.)AT | CH3 ×3Dreifachplatin · (47 Wo.)CH | UK7 ×2Doppelplatin · (24 Wo.)UK | US10 ×3Dreifachplatin · (29 Wo.)US | Erstveröffentlichung: 16. Februar 2017 Verkäufe: + 8.413.333; mit Kygo                         |
| 2017 | Bad Liar Rare (Deluxe Version)                                                      | DE36 (9 Wo.)DE | AT27 (10 Wo.)AT | CH31 (11 Wo.)CH | UK21 Gold · (13 Wo.)UK | US20 Platin · (14 Wo.)US | Erstveröffentlichung: 18. Mai 2017 Verkäufe: + 2.270.000                                       |
| 2017 | Fetish Rare (Deluxe Version)                                                        | DE36 (7 Wo.)DE | AT31 (6 Wo.)AT | CH28 (7 Wo.)CH | UK33 Silber · (8 Wo.)UK | US27 Platin · (12 Wo.)US | Erstveröffentlichung: 13. Juli 2017 Verkäufe: + 1.965.000; feat. Gucci Mane                    |
| 2017 | Wolves Rare (Deluxe Version)                                                        | DE11 Platin · (24 Wo.)DE | AT8 Platin · (23 Wo.)AT | CH9 (27 Wo.)CH | UK9 Platin · (20 Wo.)UK | US20 ×4Vierfachplatin · (23 Wo.)US | Erstveröffentlichung: 25. Oktober 2017 Verkäufe: + 8.203.333; mit Marshmello                   |
| 2018 | Back to You Rare (Deluxe Version)                                                   | DE19 Gold · (19 Wo.)DE | AT8 Platin · (22 Wo.)AT | CH20 (18 Wo.)CH | UK13 Platin · (16 Wo.)UK | US18 ×2Doppelplatin · (26 Wo.)US | Erstveröffentlichung: 11. Mai 2018 Verkäufe: + 4.266.000                                       |
| 2019 | I Can’t Get Enough –                                                                | DE53 (6 Wo.)DE | AT38 (4 Wo.)AT | CH28 (8 Wo.)CH | UK42 (8 Wo.)UK | US66 Gold · (5 Wo.)US | Erstveröffentlichung: 28. Februar 2019 Verkäufe: + 895.000; mit Benny Blanco, Tainy & J Balvin |
| 2019 | Lose You to Love Me Rare                                                            | DE7 Gold · (16 Wo.)DE | AT3 Platin · (17 Wo.)AT | CH2 (19 Wo.)CH | UK3 ×2Doppelplatin · (20 Wo.)UK | US1 ×3Dreifachplatin · (23 Wo.)US | Erstveröffentlichung: 23. Oktober 2019 Verkäufe: + 6.065.000                                   |
| 2019 | Look at Her Now Rare                                                                | DE43 (2 Wo.)DE | AT26 (2 Wo.)AT | CH20 (3 Wo.)CH | UK26 Silber · (7 Wo.)UK | US27 (4 Wo.)US | Erstveröffentlichung: 24. Oktober 2019 Verkäufe: + 435.000                                     |
| 2020 | Rare                                                                                | DE42 (4 Wo.)DE | AT19 (3 Wo.)AT | CH28 (4 Wo.)CH | UK28 Silber · (9 Wo.)UK | US30 Platin · (7 Wo.)US | Erstveröffentlichung: 10. Januar 2020 Verkäufe: + 1.510.000                                    |
| 2020 | Boyfriend Rare                                                                      | DE86 (1 Wo.)DE | AT60 (1 Wo.)AT | CH63 (1 Wo.)CH | UK55 (4 Wo.)UK | US59 (1 Wo.)US | Erstveröffentlichung: 10. April 2020 Verkäufe: + 40.000                                        |
| 2021 | De una vez Revelación                                                               | — | — | — | — | US92 (1 Wo.)US | Erstveröffentlichung: 15. Januar 2021 Verkäufe: + 40.000                                       |
| 2021 | Baila conmigo Revelación                                                            | DE86 (1 Wo.)DE | AT55 (1 Wo.)AT | CH28 (12 Wo.)CH | — | US74 (2 Wo.)US | Erstveröffentlichung: 29. Januar 2021 Verkäufe: + 185.000; feat. Rauw Alejandro                |
| 2021 | Selfish Love Revelación                                                             | DE— aDE | — | CH76 (1 Wo.)CH | UK93 (1 Wo.)UK | — | Erstveröffentlichung: 4. März 2021 Verkäufe: + 220.000; mit DJ Snake                           |
| 2021 | 999 –                                                                               | — | — | — | — | — | Erstveröffentlichung: 26. August 2021 mit Camilo                                               |
| 2022 | My Mind & Me –                                                                      | DE— bDE | — | CH61 (1 Wo.)CH | UK78 (1 Wo.)UK | US83 (1 Wo.)US | Erstveröffentlichung: 3. November 2022                                                         |
| 2023 | Single Soon –                                                                       | DE68 (1 Wo.)DE | AT52 (1 Wo.)AT | CH47 (3 Wo.)CH | UK21 (7 Wo.)UK | US19 (12 Wo.)US | Erstveröffentlichung: 25. August 2023 Verkäufe: + 225.000                                      |
| 2024 | Love On –                                                                           | DE— cDE | — | — | UK61 (1 Wo.)UK | US56 (1 Wo.)US | Erstveröffentlichung: 22. Februar 2024                                                         |
| 2025 | Call Me When You Break Up I Said I Love You First                                   | DE61 (1 Wo.)DE | AT71 (1 Wo.)AT | — | UK28 (10 Wo.)UK | US46 (8 Wo.)US | Erstveröffentlichung: 20. Februar 2025 mit Benny Blanco feat. Gracie Abrams                    |
| 2025 | Sunset Blvd I Said I Love You First                                                 | — | — | — | UK100 (1 Wo.)UK | US97 (1 Wo.)US | Erstveröffentlichung: 14. März 2025 mit Benny Blanco                                           |
| Folgende Lieder erschienen nicht als Single, wurden aber durch das Album zum Download und Streaming bereitgestellt und konnten somit eine Platzierung erlangen: |                                                                                     | | | | | |                                                                                                |
| |                                                                                     | | | | | |                                                                                                |
| 2009 | One and the Same Prinzessinnen Schutzprogramm (O.S.T.)                              | — | — | — | — | US82 (1 Wo.)US | Charteinstieg: 18. Juli 2009 Verkäufe: + 329.000; mit Demi Lovato                              |
| 2025 | How Does It Feel to Be Forgotten I Said I Love You First                            | — | — | — | UK86 (1 Wo.)UK | US71 (1 Wo.)US | Charteinstieg: 3. April 2025 mit Benny Blanco                                                  |
| 2025 | Ojos tristes I Said I Love You First                                                | — | — | — | — | US56 (5 Wo.)US | Charteinstieg: 5. April 2025 mit Benny Blanco feat. The Marias                                 |
| 2025 | Bluest Flame I Said I Love You First                                                | — | — | — | UK47 (10 Wo.)UK | — | Charteinstieg: 10. April 2025 mit Benny Blanco                                                 |

### Als Gastmusikerin
| Jahr | Titel Album                           | Höchstplatzierung, Gesamtwochen, AuszeichnungChartplatzierungen (Jahr, Titel, Album, Platzierungen, Wochen, Auszeichnungen, Anmerkungen) | Höchstplatzierung, Gesamtwochen, AuszeichnungChartplatzierungen (Jahr, Titel, Album, Platzierungen, Wochen, Auszeichnungen, Anmerkungen) | Höchstplatzierung, Gesamtwochen, AuszeichnungChartplatzierungen (Jahr, Titel, Album, Platzierungen, Wochen, Auszeichnungen, Anmerkungen) | Höchstplatzierung, Gesamtwochen, AuszeichnungChartplatzierungen (Jahr, Titel, Album, Platzierungen, Wochen, Auszeichnungen, Anmerkungen) | Höchstplatzierung, Gesamtwochen, AuszeichnungChartplatzierungen (Jahr, Titel, Album, Platzierungen, Wochen, Auszeichnungen, Anmerkungen) | Anmerkungen                                                                                                 |
| Jahr | Titel Album                           | DE | AT | CH | UK | US | Anmerkungen                                                                                                 |
| ---- | ------------------------------------- | --- | --- | --- | --- | --- | --- |
| 2015 | I Want You to Know True Colors        | DE39 Gold · (19 Wo.)DE | AT36 (14 Wo.)AT | CH48 (18 Wo.)CH | UK14 Silber · (8 Wo.)UK | US17 ×2Doppelplatin · (16 Wo.)US | Erstveröffentlichung: 23. Februar 2015 Verkäufe: + 2.695.000; Zedd feat. Selena Gomez                       |
| 2016 | We Don’t Talk Anymore Nine Track Mind | DE52 Gold · (16 Wo.)DE | AT23 (17 Wo.)AT | CH16 Gold · (30 Wo.)CH | UK14 ×2Doppelplatin · (25 Wo.)UK | US9 ×5Fünffachplatin · (24 Wo.)US | Erstveröffentlichung: 29. Januar 2016 Verkäufe: + 8.468.333; Charlie Puth feat. Selena Gomez                |
| 2016 | Hands –                               | — | — | — | — | — | Erstveröffentlichung: 6. Juli 2016 Charity-Single mit Various Artists                                       |
| 2016 | Trust Nobody 9                        | — | — | — | UK92 (1 Wo.)UK | US— GoldUS | Erstveröffentlichung: 30. September 2016 Verkäufe: + 515.000 Cashmere Cat feat. Tory Lanez & Selena Gomez   |
| 2018 | Taki Taki Carte Blanche               | DE8 Platin · (30 Wo.)DE | AT13 Platin · (22 Wo.)AT | CH3 (34 Wo.)CH | UK15 Platin · (15 Wo.)UK | US11 ×4Vierfachplatin · (26 Wo.)US | Erstveröffentlichung: 28. September 2018 Verkäufe: + 9.223.333 DJ Snake feat. Selena Gomez, Ozuna & Cardi B |
| 2020 | Past Life (Remix) –                   | — | — | — | — | US77 Gold · (5 Wo.)US | Erstveröffentlichung: 26. Juni 2020 Verkäufe: + 600.000 Trevor Daniel feat. Selena Gomez                    |
| 2020 | Ice Cream Blackpink: The Album        | DE78 (1 Wo.)DE | AT57 (2 Wo.)AT | CH45 (1 Wo.)CH | UK39 (8 Wo.)UK | US13 (8 Wo.)US | Erstveröffentlichung: 28. August 2020 Verkäufe: + 340.000; Blackpink feat. Selena Gomez                     |
| 2022 | Let Somebody Go Music of the Spheres  | DE74 (1 Wo.)DE | AT69 (1 Wo.)AT | CH27 (2 Wo.)CH | UK24 Silber · (4 Wo.)UK | US91 (1 Wo.)US | Erstveröffentlichung: 7. Februar 2022 Verkäufe: + 425.000; Coldplay feat. Selena Gomez                      |
| 2022 | Calm Down (Remix) –                   | DE— dDE | AT— dAT | CH— dCH | UK3 (13 Wo.)UK | US3 (57 Wo.)US | Erstveröffentlichung: 25. August 2022 Verkäufe: + 1.650.000; Rema feat. Selena Gomez                        |

## Musikvideos
| Jahr | Titel                                       | Regie                                                      |
| ---- | ------------------------------------------- | ---------------------------------------------------------- |
| 2008 | Cruella de Vil                              |                                                            |
| 2008 | Tell Me Something I Don’t Know              | Elliott Lester                                             |
| 2008 | New Classic                                 | Kenny Stoff                                                |
| 2008 | Fly to Your Heart                           |                                                            |
| 2009 | One and the Same                            | Brandon Dickerson                                          |
| 2009 | Magic                                       | Roman Perez                                                |
| 2009 | Send It On                                  | F. Michael Blum                                            |
| 2009 | Falling Down                                | Chris Dooley                                               |
| 2009 | Naturally                                   | Chris Dooley                                               |
| 2010 | Round & Round                               | Philip Andelman                                            |
| 2010 | A Year Without Rain / Un año sin ver lluvia | Chris Dooley                                               |
| 2011 | Who Says                                    | Chris Applebaum                                            |
| 2011 | Love You Like a Love Song                   | Georgie Greville, Geremy Jasper                            |
| 2011 | Hit the Lights (2 Versionen)                | Philip Andelman                                            |
| 2013 | Come & Get It                               | Anthony Mandler                                            |
| 2013 | Slow Down                                   | Philip Andelman                                            |
| 2013 | Birthday                                    | Ben Renschen                                               |
| 2014 | Hold On                                     | William H. Macy                                            |
| 2014 | The Heart Wants What It Wants               | Dawn Shadforth                                             |
| 2015 | I Want You to Know                          | Brent Bonacorso                                            |
| 2015 | Good for You                                | Sophie Muller (Soloversion) Sophie Muller (mit A$AP Rocky) |
| 2015 | Same Old Love                               | Michael Haussmann                                          |
| 2015 | Hands to Myself                             | Alek Keshishian                                            |
| 2016 | Kill Em with Kindness                       | Emil Nava                                                  |
| 2016 | We Don’t Talk Anymore                       | Phil Pinto                                                 |
| 2016 | Trust Nobody                                | Jake Schreier                                              |
| 2017 | It Ain’t Me                                 | Philip R. Lopez                                            |
| 2017 | Bad Liar                                    | Jesse Peretz                                               |
| 2017 | Fetish                                      | Petra Collins                                              |
| 2017 | Wolves                                      | Colin Tilley (Original) Harry McNally (Vertical Video)     |
| 2018 | Back to You                                 | Scott Cudmore                                              |
| 2018 | Taki Taki                                   | Colin Tilley                                               |
| 2019 | I Can’t Get Enough                          | Jake Schreier                                              |
| 2019 | Lose You to Love Me (2 Versionen)           | Sophie Muller                                              |
| 2019 | Look at Her Now (2 Versionen)               | Sophie Muller                                              |
| 2020 | Rare                                        | Brthr                                                      |
| 2020 | Dance Again                                 | Craig Murray                                               |
| 2020 | Boyfriend                                   | Matty Peacock                                              |
| 2020 | Past Life                                   | Vania Heymann, Gal Muggia                                  |
| 2020 | Ice Cream                                   | Seo Hyun-Seung                                             |
| 2021 | De una vez                                  | Adrián Pérez, Los Perez, Tania Verduzco                    |
| 2021 | Baila conmigo                               | Fernando Nogari                                            |
| 2021 | Selfish Love                                | Rodrigo Saavedra                                           |
| 2021 | 999                                         | Sophie Muller                                              |
| 2022 | Let Somebody Go                             | Dave Meyers                                                |
| 2022 | Calm Down (Remix)                           | Charm La’Donna                                             |
| 2023 | Single Soon                                 | Philip Andelman                                            |
| 2024 | Love On                                     | Gregory Ohrel                                              |
| 2025 | Call Me When You Break Up                   | Benjamin Levin                                             |

## Promoveröffentlichungen
Promo-Singles

| Jahr | Titel Album                                                           | Höchstplatzierung, Gesamtwochen, AuszeichnungChartplatzierungen (Jahr, Titel, Album, Platzierungen, Wochen, Auszeichnungen, Anmerkungen) | Höchstplatzierung, Gesamtwochen, AuszeichnungChartplatzierungen (Jahr, Titel, Album, Platzierungen, Wochen, Auszeichnungen, Anmerkungen) | Höchstplatzierung, Gesamtwochen, AuszeichnungChartplatzierungen (Jahr, Titel, Album, Platzierungen, Wochen, Auszeichnungen, Anmerkungen) | Höchstplatzierung, Gesamtwochen, AuszeichnungChartplatzierungen (Jahr, Titel, Album, Platzierungen, Wochen, Auszeichnungen, Anmerkungen) | Höchstplatzierung, Gesamtwochen, AuszeichnungChartplatzierungen (Jahr, Titel, Album, Platzierungen, Wochen, Auszeichnungen, Anmerkungen) | Anmerkungen                                                                    |
| Jahr | Titel Album                                                           | DE | AT | CH | UK | US | Anmerkungen                                                                    |
| ---- | --------------------------------------------------------------------- | --- | --- | --- | --- | --- | ------------------------------------------------------------------------------ |
| 2008 | Tell Me Something I Don’t Know Another Cinderella Story • Kiss & Tell | — | — | — | — | US58 (4 Wo.)US | Erstveröffentlichung: 5. August 2008 Verkäufe: + 1.100.000                     |
| 2009 | Whoa Oh! (Me vs. Everyone) –                                          | — | — | — | — | — | Erstveröffentlichung: 26. Mai 2009 Forever the Sickest Kids feat. Selena Gomez |
| 2009 | Magic Die Zauberer vom Waverly Place (O.S.T.)                         | — | — | — | UK90 (1 Wo.)UK | US61 (4 Wo.)US | Erstveröffentlichung: 21. Juli 2009 Verkäufe: + 563.000; Original: Pilot       |
| 2009 | Send It On Send It On – US Digital EP                                 | — | — | — | — | US20 (5 Wo.)US | Erstveröffentlichung: 11. August 2009 mit Disney Friends for Change            |
| 2010 | Live Like There’s No Tomorrow A Year Without Rain                     | — | — | — | — | — | Erstveröffentlichung: 13. Juli 2010                                            |
| 2010 | Shake It Up Shake It Up: Break It Down                                | — | — | — | — | US— GoldUS | Erstveröffentlichung: 24. Oktober 2010 Verkäufe: + 500.000                     |
| 2011 | Bang Bang Bang When the Sun Goes Down                                 | — | — | — | — | US94 (1 Wo.)US | Erstveröffentlichung: 7. Juni 2011                                             |
| 2011 | Whiplash When the Sun Goes Down                                       | — | — | — | — | — | Erstveröffentlichung: 2. Dezember 2011                                         |
| 2015 | Me & the Rhythm Revival                                               | — | — | — | — | — | Erstveröffentlichung: 2. Oktober 2015 Verkäufe: + 30.000                       |
| 2020 | Feel Me Rare (Deluxe Version)                                         | DE63 (1 Wo.)DE | AT49 (1 Wo.)AT | CH39 (2 Wo.)CH | UK89 (1 Wo.)UK | US98 (1 Wo.)US | Erstveröffentlichung: 21. Februar 2020 Verkäufe: + 115.000                     |

## Sonderveröffentlichungen

### Alben
| Jahr | Titel Musiklabel                                         | Anmerkungen                                                                          |
| ---- | -------------------------------------------------------- | ------------------------------------------------------------------------------------ |
| 2014 | For You (EP) Hollywood Records (UMG)                     | Erstveröffentlichung: 24. November 2014 Verkäufe werden der Kompilation hinzuaddiert |
| 2021 | Love You Like a Love Song and More Universal Music (UMG) | Erstveröffentlichung: 20. August 2021 Mini-Kompilation                               |

| Jahr | Titel Musiklabel                                                        | Anmerkungen                                                               |
| ---- | ----------------------------------------------------------------------- | ------------------------------------------------------------------------- |
| 2011 | Artist Karaoke Series: Selena Gomez & the Scene Hollywood Records (UMG) | Erstveröffentlichung: 13. September 2011 Teil der „Artist Karaoke Series“ |

### Lieder
| Jahr | Titel Album                           | Anmerkungen                                                                                 |
| ---- | ------------------------------------- | ------------------------------------------------------------------------------------------- |
| 2009 | Send It On Send It On – US Digital EP | Erstveröffentlichung: 11. August 2009 mit Disney Friends for Change                         |
| 2012 | Bidi Bidi Bom Bom Enamorada de ti     | Erstveröffentlichung: 3. April 2012 Selena feat. Selena Gomez                               |
| 2013 | Already Missing You Soy el mismo      | Erstveröffentlichung: 8. Oktober 2013 Prince Royce feat. Selena Gomez                       |
| 2015 | I Want You to Know True Colors        | Erstveröffentlichung: 15. Mai 2015 Zedd feat. Selena Gomez                                  |
| 2016 | We Don’t Talk Anymore Nine Track Mind | Erstveröffentlichung: 29. Januar 2016 Charlie Puth feat. Selena Gomez                       |
| 2017 | Trust Nobody 9                        | Erstveröffentlichung: 28. April 2017 Cashmere Cat feat. Tory Lanez & Selena Gomez           |
| 2019 | Anxiety Inner Monologue, Pt. I        | Erstveröffentlichung: 25. Januar 2019 Julia Michaels feat. Selena Gomez; Verkäufe: + 60.000 |
| 2020 | Ice Cream Blackpink: The Album        | Erstveröffentlichung: 2. Oktober 2020 Blackpink feat. Selena Gomez                          |
| 2021 | Let Somebody Go Music of the Spheres  | Erstveröffentlichung: 15. Oktober 2021 Coldplay feat. Selena Gomez                          |

| Jahr | Titel Album                                                             | Anmerkungen                                                                                         |
| ---- | ----------------------------------------------------------------------- | --------------------------------------------------------------------------------------------------- |
| 2008 | Cruella de Vil Disneymania 6                                            | Erstveröffentlichung: Februar 2008                                                                  |
| 2009 | Disappear Die Zauberer vom Waverly Place (O.S.T.)                       | Erstveröffentlichung: 4. August 2009                                                                |
| 2009 | Everything Is Not What It Seems Die Zauberer vom Waverly Place (O.S.T.) | Erstveröffentlichung: 4. August 2009                                                                |
| 2009 | Magical Die Zauberer vom Waverly Place (O.S.T.)                         | Erstveröffentlichung: 4. August 2009                                                                |
| 2009 | Winter Wonderland All Wrapped Up Vol. 2                                 | Erstveröffentlichung: 30. Oktober 2009 Original: R. Himber & His Ritz-Carlton Orchestra mit J. Nash |
| 2010 | Trust in Me Disneymania 7                                               | Erstveröffentlichung: 9. März 2010                                                                  |

| Jahr | Titel Soundtrack                                                   | Anmerkungen                                                                           |
| ---- | ------------------------------------------------------------------ | ------------------------------------------------------------------------------------- |
| 2008 | Fly to Your Heart Tinker Bell                                      | Erstveröffentlichung: 14. Oktober 2008                                                |
| 2009 | One and the Same Prinzessinnen Schutzprogramm                      | Erstveröffentlichung: 9. Juni 2009 mit Demi Lovato                                    |
| 2009 | Magic Die Zauberer vom Waverly Place                               | Erstveröffentlichung: 4. August 2009 · US: Gold; Verkäufe: + 563.000; Original: Pilot |
| 2010 | Live Like There’s No Tomorrow Schwesterherzen – Ramonas wilde Welt | Erstveröffentlichung: 13. Juli 2010                                                   |
| 2010 | Shake It Up Shake It Up – Tanzen ist alles                         | Erstveröffentlichung: 24. Oktober 2010                                                |
| 2014 | Hold On Rudderless                                                 | Erstveröffentlichung: 30. September 2014 mit Ben Kweller                              |
| 2017 | Only You Tote Mädchen lügen nicht                                  | Erstveröffentlichung: 30. März 2017 Verkäufe: + 20.000; Original: Yazoo               |
| 2018 | Back to You Tote Mädchen lügen nicht – Staffel 2                   | Erstveröffentlichung: 11. Mai 2018                                                    |

### Videoalben
Die folgende Liste beinhaltet alle Videoalben von Gomez, die als Bonus-Erweiterungen – und nicht als eigenständige Tonträger – zu ihren Alben veröffentlicht wurden. Dadurch, dass die Videoalben Teil der Standardwerke sind, zählen deren Verkäufe zu den Ausgangswerken und können keine eigenen Chartnotierungen erreichen.
| Jahr | Titel Musiklabel                                                         | Anmerkungen                              |
| ---- | ------------------------------------------------------------------------ | ---------------------------------------- |
| 2010 | Kiss & Tell (Target Edition) Hollywood Records (UMG)                     | Erstveröffentlichung: 24. Februar 2010   |
| 2010 | A Year Without Rain (Deluxe Edition) Hollywood Records (UMG)             | Erstveröffentlichung: 21. September 2010 |
| 2011 | When the Sun Goes Down (Japanese Deluxe Edition) Hollywood Records (UMG) | Erstveröffentlichung: 14. September 2011 |
| 2013 | Stars Dance (Walmart Deluxe Version) Hollywood Records (UMG)             | Erstveröffentlichung: 23. Juli 2013      |
| 2013 | Stars Dance (Japanese Deluxe Edition) Hollywood Records (UMG)            | Erstveröffentlichung: 25. September 2013 |
| 2015 | Revival (Japanese Deluxe Edition) Interscope Records (UMG)               | Erstveröffentlichung: 9. Oktober 2015    |
| 2016 | Revival (Japanese Tour Edition) Interscope Records (UMG)                 | Erstveröffentlichung: 8. Juli 2016       |

## Statistik

### Chartauswertung
|                     | DE    | AT    | CH    | UK    | US    |
| ------------------- | ----- | ----- | ----- | ----- | ----- |
| Nummer-eins-Alben   | DE—DE | AT—AT | CH—CH | UK—UK | US3US |
| Top-10-Alben        | DE3DE | AT4AT | CH4CH | UK1UK | US7US |
| Alben in den Charts | DE8DE | AT9AT | CH8CH | UK8UK | US9US |

|                       | DE     | AT     | CH     | UK     | US     |
| --------------------- | ------ | ------ | ------ | ------ | ------ |
| Nummer-eins-Singles   | DE—DE  | AT—AT  | CH—CH  | UK—UK  | US1US  |
| Top-10-Singles        | DE3DE  | AT4AT  | CH4CH  | UK6UK  | US8US  |
| Singles in den Charts | DE29DE | AT27AT | CH27CH | UK38UK | US45US |

### Auszeichnungen für Musikverkäufe
Die Lieder Crowded Room (20.000 Verkäufe), Dance Again (20.000), Let Me Get You (20.000), People You Know (100.000), Ring (20.000), Souvenir (40.000) und Vulnerable (20.000) wurden weder als Singles veröffentlicht, noch konnten sie aufgrund von Downloads oder Streaming die Charts erreichen, dennoch erhielten diese Schallplattenauszeichnungen.
| Land/RegionAuszeichnungen für Musikverkäufe (Land/Region, Auszeichnungen, Verkäufe, Quellen) | Silber       | Gold         | Platin         | Diamant       | Verkäufe   | Quellen                     |
| -------------------------------------------------------------------------------------------- | ------------ | ------------ | -------------- | ------------- | ---------- | --------------------------- |
| Argentinien (CAPIF)                                                                          | —            | 2× Gold2     | —              | —             | 35.000     | Einzelnachweise             |
| Australien (ARIA)                                                                            | —            | 5× Gold5     | 66× Platin66   | —             | 4.795.000  | aria.com.au                 |
| Belgien (BRMA)                                                                               | —            | 2× Gold2     | 5× Platin5     | —             | 200.000    | ultratop.be                 |
| Brasilien (PMB)                                                                              | —            | 16× Gold16   | 36× Platin36   | 15× Diamant15 | 4.840.000  | pro-musicabr.org.br         |
| Chile (IFPI)                                                                                 | —            | 2× Gold2     | Platin1        | —             | 110.000    | Einzelnachweise             |
| Dänemark (IFPI)                                                                              | —            | 7× Gold7     | 16× Platin16   | —             | 1.430.000  | ifpi.dk                     |
| Deutschland (BVMI)                                                                           | —            | 8× Gold8     | 4× Platin4     | —             | 3.200.000  | musikindustrie.de           |
| Ecuador (SOPROFON)                                                                           | —            | —            | Platin1        | —             | 6.000      | Einzelnachweise             |
| Finnland (IFPI)                                                                              | —            | 3× Gold3     | 5× Platin5     | —             | 220.000    | Einzelnachweise             |
| Frankreich (SNEP)                                                                            | —            | 6× Gold6     | Platin1        | 4× Diamant4   | 2.004.732  | infodisc.fr snepmusique.com |
| Griechenland (IFPI)                                                                          | —            | —            | Platin1        | —             | 20.000     | Einzelnachweise             |
| Indien (IMI)                                                                                 | —            | —            | 13× Platin13   | —             | 1.560.000  | Einzelnachweise             |
| Indonesien (ASIRI)                                                                           | —            | Gold1        | —              | —             | 10.000     | Einzelnachweise             |
| Italien (FIMI)                                                                               | —            | 9× Gold9     | 16× Platin16   | —             | 1.085.000  | fimi.it                     |
| Japan (RIAJ)                                                                                 | —            | 3× Gold3     | —              | —             | —          | riaj.or.jp                  |
| Kanada (MC)                                                                                  | —            | 7× Gold7     | 50× Platin50   | Diamant1      | 5.040.000  | musiccanada.com             |
| Kolumbien (ASINCOL)                                                                          | —            | Gold1        | —              | —             | 5.000      | Einzelnachweise             |
| Mexiko (AMPROFON)                                                                            | —            | 7× Gold7     | 13× Platin13   | —             | 990.000    | amprofon.com.mx             |
| Neuseeland (RMNZ)                                                                            | —            | 4× Gold4     | 35× Platin35   | —             | 982.500    | radioscope.co.nz NZ2        |
| Norwegen (IFPI)                                                                              | —            | 7× Gold7     | 41× Platin41   | —             | 2.260.000  | ifpi.no                     |
| Österreich (IFPI)                                                                            | —            | 7× Gold7     | 6× Platin6     | —             | 257.500    | ifpi.at                     |
| Polen (ZPAV)                                                                                 | —            | 9× Gold9     | 27× Platin27   | —             | 1.125.000  | olis.pl                     |
| Portugal (AFP)                                                                               | —            | 8× Gold8     | 12× Platin12   | —             | 175.000    | Einzelnachweise             |
| Russland (NFPF)                                                                              | —            | —            | Platin1        | —             | 200.000    | Einzelnachweise             |
| Schweden (IFPI)                                                                              | —            | 5× Gold5     | 19× Platin19   | —             | 1.340.000  | sverigetopplistan.se        |
| Schweiz (IFPI)                                                                               | —            | Gold1        | 3× Platin3     | —             | 75.000     | hitparade.ch                |
| Singapur (RIAS)                                                                              | —            | 2× Gold2     | Platin1        | —             | 20.000     | rias.org.sg                 |
| Spanien (Promusicae)                                                                         | —            | 9× Gold9     | 16× Platin16   | —             | 1.130.000  | elportaldemusica.es         |
| Thailand (TECA)                                                                              | —            | Gold1        | —              | —             | 5.000      | Einzelnachweise             |
| Vereinigte Staaten (RIAA)                                                                    | —            | 9× Gold9     | 67× Platin67   | —             | 75.498.000 | riaa.com                    |
| Vereinigtes Königreich (BPI)                                                                 | 11× Silber11 | 8× Gold8     | 11× Platin11   | —             | 11.432.000 | bpi.co.uk                   |
| Insgesamt                                                                                    | 11× Silber11 | 150× Gold150 | 467× Platin467 | 20× Diamant20 |            |                             |